# One of the Girls
«One of the Girls» es una canción del cantautor canadiense The Weeknd, la cantante surcoreana Jennie y la actriz y cantante franco-estadounidense Lily-Rose Depp. Fue lanzada el 8 de diciembre de 2023, a través de XO y Republic Records, como sencillo del cuarto episodio de la serie de televisión de HBO The Idol, protagonizada por los tres cantantes. La canción también se incluyó en la versión deluxe del álbum de grandes éxitos de Weeknd, The Highlights. Es una canción de R&B con sintetizador, fue escrita por The Weeknd, Lily-Rose Depp, Ramsey, Sam Levinson y el productor Mike Dean. La canción se relaciona con la historia de The Idol y aborda temas de control, fama, deseo y síndrome de Estocolmo .
Comercialmente, «One of the Girls» experimentó un aumento en popularidad después de volverse viral en TikTok. Alcanzó el puesto número diez en el Billboard Global 200, convirtiéndose en el undécimo éxito entre los diez primeros de The Weeknd, el segundo de Jennie y el primero de Depp, respectivamente. Alcanzó el número uno en Malasia y el top diez en Grecia, Hungría, India, Indonesia, Lituania, Filipinas, Singapur, Emiratos Árabes Unidos y Vietnam. La canción se convirtió además en la canción con mayor ranking de una solista de K-pop en el Billboard Hot 100, alcanzando el puesto 51. 
La canción recibió una recepción mixta por parte de los críticos, quienes elogiaron la voz, la sensación seductora y la producción, pero criticaron la letra explícita.

## Antecedentes y lanzamiento
En 2023, Abel Tesfaye, conocido como The Weeknd, protagonizó y cocreó una serie para HBO titulada The Idol, que también fue protagonizada por la actriz Lily-Rose Depp y la cantante Jennie del grupo Blackpink.Tesfaye anunció inicialmente que un álbum de banda sonora acompañaría al programa titulado The Idol, Vol. 1, pero se terminó lanzado como EPs para cada episodio.
Una colaboración entre The Weeknd y Jennie para la banda sonora se dio a conocer por primera vez el 10 de mayo en una fiesta de Calvin Klein para una colección. En el evento, Jennie y el dúo de DJs Simi y Haze Khadra tocaron un fragmento de la canción inédita y la llamaron "canción especial". En Instagram, Jennie compartió una historia de Dazed Korea que la grabó tocando el fragmento y etiquetó a The Idol y a The Weeknd. De manera similar, las hermanas Khadra compartieron clips de la canción en su Instagram, etiquetando a Jennie, the Weeknd y The Idol. 
La colaboración fue confirmada por Tesfaye el 20 de junio en una respuesta a un trol en Twitter, en la que decía: "¡Te dejaré esa canción de Jennie este fin de semana! Prepara el culo". El 21 de junio, se anunció oficialmente el lanzamiento del EP The Idol Episode 4 (Music from the HBO Original Series), para la siguiente noche. También se reveló la portada del EP y la lista de canciones, que confirmaban el título de la colaboración, la cual era "One of the Girls".
La canción marca el primer lanzamiento musical en solitario de Jennie desde «Solo» y la segunda canción de Depp para The Idol después de «World Class Sinner / I'm a Freak». Fue lanzada el 23 de junio de 2023 para descarga y transmisión digital, junto con el resto del EP.El productor de la canción, Mike Dean, publicó un video de él mezclando la versión de radio de la canción el 7 de noviembre.Fue lanzada oficialmente como sencillo el 8 de diciembre junto a otras versiones. La canción se envió a la  Rythmic contemporany de EE. UU. el 12 de diciembre y se lanzó en vinilo de 7 pulgadas el 14 de junio de 2024. También se incluyó en la edición de lujo del álbum de grandes éxitos de Weeknd, The Highlights, que se lanzó el 9 de febrero de 2024.

## Video musical
El vídeo musical oficial se lanzó el 6 de julio de 2023. Está compuesto por un montaje de escenas de The Idol con The Weeknd, Jennie y Lily-Rose Depp.En el video, Jocelyn (interpretada por Depp) y Dyanne (interpretada por Jennie) festejan juntas, antes de que Jocelyn interprete la canción en su casa. Mientras tanto, Tedros (interpretado por The Weeknd) aparece vigilando desde el fondo, a Jocelyn y Dyanne bailar juntas. El vídeo concluye con una toma de Tedros y Jocelyn abrazándose.

## Listado de pistas
| Descarga digital y streaming |                                   |          |  |
| N.º                          | Título                            | Duración |  |
| 1.                           | «One of the Girls»                | 4:04     |  |
| 2.                           | «One of the Girls» (speed up)     | 3:35     |  |
| 3.                           | «One of the Girls» ((slowed))     | 5:05     |  |
| 4.                           | «One of the Girls» (instrumental) | 4:04     |  |
| 5.                           | «One of the Girls» (acapella)     | 4:09     |  |

## Créditos y personal
- The Weeknd - voz, productor adicional, composición, escritor
- Jennie - voz
- Lily-Rose Depp – voz, composición, escritora
- Mike Dean - productor, compositor, escritor, ingeniero de mezcla, ingeniero de masterización
- Sam Levinson – componer, escritor
- Ramsey - composición, escritor
- Sage Skolfield - productor adicional, ingeniero de mezcla asistente
- Tommy Rush - ingeniero de grabación

## Certificaciones
| País           | Organismo certificador | Certificación | Ventas certificadas | Ref.   |
| -------------- | ---------------------- | ------------- | ------------------- | ------ |
| Australia      | ARIA                   | Oro           | 35.000              | [ 13 ] |
| Estados Unidos | RIAA                   | Platino       | 1.000.000           | [ 14 ] |
| Nueva Zelanda  | RMNZ                   | Oro           | 15.000              | [ 15 ] |
| Polonia        | ZPAV                   | Platino       | 50.000              | [ 16 ] |
| Portugal       | AFP                    | Platino       | 10.000              | [ 17 ] |
| Reino Unido    | BPI                    | Plata         | 200.000             | [ 18 ] |

## Historial de lanzamientos
| Región         | Fecha                   | Formato(s)                  | Versiones            | Etiquetas)          | Ref.   |
| -------------- | ----------------------- | --------------------------- | -------------------- | ------------------- | ------ |
| Varios         | 8 de diciembre de 2023  | Descarga digital Streaming  | Sencillo de 5 pistas | XO Republic Records | [ 19 ] |
| Estados Unidos | 12 de diciembre de 2023 | Radio rítmica contemporánea | Original             | XO Republic Records | [ 20 ] |
| Estados Unidos | 14 de junio de 2024     | vinilo de 7 pulgadas        | Original             | XO Republic Records | [ 10 ] |